# Jane Alexander (konstnär)
Jane Alexander, född 1959 i Johannesburg, är en sydafrikansk konstnär som bor och arbetar i Kapstaden. 
Jane Alexander utbildade sig på University of Witwatersrand med en kandidatexamen 1982 och en magisterexamen i skulptur 1988. Hon hade sin första separatutställning på Market Gallery i Johannesburg 1986. I sina skulpturer och installationer kommenterar hon aktuella socialpolitiska frågor i Sydafrika. Hennes verk har presenterats internationellt, till exempel på Venedigbiennalen 1995 och den femte Havannabiennalen 1954. I Sverige har hon visats på utställningar på Moderna museet i Stockholm och på Göteborgs internationella konstbiennal. Hon arbetar med bland annat skulptur och fotomontage.
Hon är lärare i skulptur, fotografi och teckning på Michaelis School of Fine Art i Kapstaden i Sydafrika.